# فريدريك شرام
فريدريك شرام (19 يناير 1995 الدنمارك - ) هو لاعب كرة قدم أيسلندي، يلعب كحارس مرمى، شارك في كأس العالم 2018.

## روابط خارجية
- فريدريك شرام على موقع الاتحاد الأوربي (الإنجليزية)
- فريدريك شرام على موقع قاعدة بيانات كرة القدم.إي يو (الإنجليزية)
- فريدريك شرام على موقع بيانات كرة القدم. دي إي (الألمانية)
- فريدريك شرام على موقع ليكيب (الفرنسية)
- فريدريك شرام على موقع ناشيونال فوتبول تيمز (الإنجليزية)
- فريدريك شرام على موقع Soccerbase.com (لاعب) (الإنجليزية)
- فريدريك شرام على موقع Soccerway.com (الإنجليزية)
- فريدريك شرام على موقع عالم كرة القدم.نت (الإنجليزية)